# Campionato sudamericano femminile under 19 di pallavolo
Il campionato sudamericano femminile under 19 di pallavolo è una competizione pallavolistica per squadre nazionali sudamericane, organizzata con cadenza biennale dalla CSV, riservata a giocatrici con un'età inferiore di 19 anni.
Dal 1978 al 2020 la competizione è stata riservata a giocatrici con un'età inferiore di 18 anni.

## Edizioni
| Edizione                                                                   | Edizione      | Podio         | Podio         | Podio         |
| Anno                                                                       | Organizzatore | Campione      | Seconda       | Terza         |
| -------------------------------------------------------------------------- | ------------- | ------------- | ------------- | ------------- |
| Dal 1978 al 2020 la competizione è stata riservata alle nazionali under 18 |               |               |               |               |
| 1978 Dettagli                                                              | Argentina     | Perù          | Brasile       | Argentina     |
| 1980 Dettagli                                                              | Brasile       | Perù          | Brasile       | Argentina     |
| 1982 Dettagli                                                              | Perù          | Brasile       | Perù          | Argentina     |
| 1984 Dettagli                                                              | Cile          | Brasile       | Perù          | Argentina     |
| 1986 Dettagli                                                              | Perù          | Brasile       | Perù          | Argentina     |
| 1988 Dettagli                                                              | Argentina     | Brasile       | Perù          | Argentina     |
| 1990 Dettagli                                                              | Bolivia       | Brasile       | Argentina     | Perù          |
| 1992 Dettagli                                                              | Venezuela     | Brasile       | Argentina     | Perù          |
| 1994 Dettagli                                                              | Perù          | Brasile       | Perù          | Venezuela     |
| 1996 Dettagli                                                              | Uruguay       | Argentina     | Brasile       | Perù          |
| 1998 Dettagli                                                              | Bolivia       | Brasile       | Argentina     | Perù          |
| 2000 Dettagli                                                              | Venezuela     | Brasile       | Argentina     | Perù          |
| 2002 Dettagli                                                              | Venezuela     | Brasile       | Argentina     | Venezuela     |
| 2004 Dettagli                                                              | Ecuador       | Brasile       | Argentina     | Venezuela     |
| 2006 Dettagli                                                              | Perù          | Brasile       | Perù          | Argentina     |
| 2008 Dettagli                                                              | Perù          | Brasile       | Perù          | Venezuela     |
| 2010 Dettagli                                                              | Perù          | Brasile       | Argentina     | Perù          |
| 2012 Dettagli                                                              | Perù          | Perù          | Brasile       | Argentina     |
| 2014 Dettagli                                                              | Perù          | Brasile       | Argentina     | Perù          |
| 2016 Dettagli                                                              | Perù          | Brasile       | Perù          | Argentina     |
| 2018 Dettagli                                                              | Colombia      | Argentina     | Perù          | Brasile       |
| 2020                                                                       | -             | Non disputato | Non disputato | Non disputato |
| Dal 2022 la competizione è riservata alle nazionali under 19               |               |               |               |               |
| 2022 Dettagli                                                              | Bolivia       | Argentina     | Brasile       | Cile          |
| 2024 Dettagli                                                              | Brasile       | Brasile       | Argentina     | Perù          |

## Medagliere
| Pos. | Squadra   | 1º posto | 2º posto | 3º posto | Totale |
| ---- | --------- | -------- | -------- | -------- | ------ |
| 1    | Brasile   | 17       | 5        | 1        | 23     |
| 2    | Argentina | 3        | 9        | 9        | 21     |
| 3    | Perù      | 3        | 9        | 8        | 20     |
| 4    | Venezuela | -        | -        | 4        | 4      |
| 5    | Cile      | -        | -        | 1        | 1      |